# Wutzelskühn
Wutzelskühn ist ein Ortsteil der Stadt  Neunburg vorm Wald im Landkreis Schwandorf in Bayern.

## Geographie
Wutzelskühn liegt circa fünf Kilometer südwestlich von Neunburg vorm Wald und einen Kilometer vom Ortsteil Penting entfernt auf einem Höhenzug über dem Schwarzachtal.

## Geschichte
Der Name Wutzelskühn bedeutet „Siedlung bei den Kindern des Wozzi“. Andere Versionen lauteten Wozazchindin, Gutzeinschinden, Guontzeschinden. Der Ort wurde 1150 als Gabe des Wernherr von Ascha an das Kloster Prüfening erstmals urkundlich erwähnt.
Am 23. März 1913 war Wutzelskühn Teil der Pfarrei Penting, bestand aus sechs Häusern und zählte 49 Einwohner.
Wutzelskühn gehörte als Ortsteil zur ehemaligen Gemeinde Penting und wurde mit dieser 1978 nach Neunburg vorm Wald eingemeindet.
Am 31. Dezember 1990 hatte Wutzelskühn 66 Einwohner und gehörte zur Pfarrei Penting.

## Wirtschaft und Infrastruktur

### Tourismus
In Wutzelskühn liegt der ehemalige Bahnhof von Penting an der 1994 stillgelegten Bahnstrecke Bodenwöhr–Rötz. Auf der zum Radweg umgebauten Bahntrasse verlaufen zwei überregionale Radwege: 
- Regen-Schwarzach-Radweg (RS), verbindet den Schwarzachtalradweg in Neunburg vorm Wald mit dem Regentalradweg in Nittenau
- Oberpfälzer-Seenland Radweg (OSL), Radrundweg im Oberpfälzer Seenland

### Ansässige Unternehmen
Wutzelskühn ist Sitz eines Omnibusunternehmens.